# Władysław Roman Sztolcman
Władysław Roman Sztolcman (ur. 18 lipca 1873 w Warszawie, zm. 1 czerwca 1950 w Suchedniowie) – polski artysta, rysownik, dokumentalista i konserwator zabytków, miniaturzysta oraz projektant.

## Życiorys
W 1886 roku ukończył gimnazjum Wojciecha Górskiego przy ul. Hortensja w Warszawie, w 1890 - średnią szkołę techniczną Jerzego Kühna przy ul. Składowej. W 1900 otworzył swoją pierwszą pracownię. Jego mistrzami w zawodzie byli m.in. Adrian Mikołaj Głębocki, Ludomir Franciszek Dymitrowicz oraz Jan Michał Strzałecki (1837/1838-1919), późniejszy teść. Ostatnie lata życia spędził w Suchedniowie.
Zawodowo współpracował z wieloma kolekcjonerami i badaczami sztuki (m.in. Dominikiem Witke-Jeżewskim, Stanisławem Ursyn-Rusieckim, Michałem Federowskim), a także z organizacjami, jak Towarzystwo Opieki nad Zabytkami Przeszłości w Warszawie. W 1909 został wyróżniony III nagrodą za projekt balustrady mostowej i słupów do lamp elektrycznych na budującym się na Wiśle w Warszawie moście miejskim. 
Był jednym z najdłużej pracujących artystów dokumentujących zabytki polskiego dziedzictwa narodowego w pracowni Archiwum Ikonograficznego, instytucji kultury powstałej z inicjatywy Bronisława Gembarzewskiego w 1914 roku, przeniesionej w 1916 roku z siedziby TOnZP w Warszawie (kamienicy Baryczków) do Muzeum Narodowego m.st. Warszawy (ob. Muzeum Narodowe w Warszawie) i z czasem włączonej w strukturę tej instytucji. W ramach pracy w Archiwum Ikonograficznym tworzył głównie akwarele (ok. 2000), ale także fotografie. Był wszechstronnie uzdolniony, z pietyzmem i dokładknością oddawał na rysunkach akwarelowych materiał, kolor oraz konstrukcję kopiowanych przedmiotów. Do wykonania dokumentacji użyczał także swoich zbiorów (mebli, tkanin, złotnictwa).
W. Sztolcman tworzył również miniatury na kości słoniowej, był także modelarzem, projektantem mebli, plakatów reklamowych, ekslibrisów. Wyspecjalizował się też w konserwacji sztychów, obrazów, miniatur na kości słoniowej oraz płytkach metalowych. Wykonywał makiety budynków oraz - może bardziej hobbistycznie - meble do domków dla lalek.
Prace jego autorstwa (rysunki, ekslibrisy, szkice, meble do domków dla lalek, kolekcjonowane przedmioty, materiały biograficzne) znajdują się m.in. w zbiorach Biblioteki Narodowej oraz muzeach: Muzeum Narodowego w Warszawie, Muzeum Etnograficznego w Warszawie, Wojska Polskiego w Warszawie, Muzeum Narodowego w Krakowie, a także Muzeum Zabawek i Zabawy w Kielcach.